# Harboe Arena Slagelse
Il Harboe Arena Slagelse, in passato noto come Slagelse Stadion, è uno stadio situato a Slagelse, in Danimarca. Fu costruito nel 1980 e ospita le partite casalinghe del Vestsjælland. Ha una capienza di circa 10.000 spettatori.
Nel 2017 e 2018 ha ospitato il Mermaid Bowl, finale del campionato nazionale danese di football americano.

## Football americano
| Slagelse 7 ottobre 2017, ore 16:00 XXIX Mermaid Bowl | Copenhagen Towers | 20 – 7 referto | Søllerød Gold Diggers | Harboe Arena Slagelse |

| Slagelse 13 ottobre 2018, ore 18:00 XXX Mermaid Bowl | Copenhagen Towers | 23 – 22 referto | Triangle Razorbacks | Harboe Arena Slagelse |